# Lisala
Lisala er hovedstaden i provinsen Mongala i den nordvestlige del af Demokratiske Republik Congo med en befolkning på 70.087 mennesker i 2015.
Congofloden løber gennem byen. Katedralen Cathédrale Saint-Hermès er bispesæde for det romersk-katolske bispedømme i Lisala. Den er fødestedet for præsident Mobutu Sese Seko, som regerede Congo (som han omdøbte til Zaire) fra 1965 til 1997.

## Personer
- Mobutu Sese Seko (1930 - 1997) congolesisk politiker og militærofficer, der var præsident for Demokratiske Republik Congo fra 1965 til 1997 (kendt som Republikken Congo indtil 1971), blev født her.